# Vila Real de Santo António
Vila Real de Santo António é uma cidade raiana portuguesa no distrito de Faro, região e sub-região do Algarve, com 10 857 habitantes (2021).
É sede do Município de Vila Real de Santo António com 61,25 km² de área e 18 918 habitantes, subdividido em 3 freguesias.
O Município de Vila Real de Santo António é um dos poucos municípios de Portugal territorialmente descontínuos, dividindo-se numa porção ocidental, a freguesia de Vila Nova de Cacela, e uma porção oriental, onde se situa a cidade e Monte Gordo. A parte oriental é limitada a norte e oeste pelo município de Castro Marim, a leste pelo Rio Guadiana, que define a fronteira com Espanha, município de Aiamonte, e a sul tem litoral no oceano Atlântico; a parte ocidental é limitada a norte e leste por Castro Marim, a oeste por Tavira e a sul tem litoral no oceano Atlântico.

## História
A cidade nasceria no local onde antes existia uma povoação de pescadores denominada Santo António da Arenilha.
Ao longo da sua história, o Reino de Portugal e o Reino dos Algarves tiveram sempre problemas políticos com a vizinha Espanha, e por isso sempre houve um especial cuidado com as regiões raianas. A foz do rio Guadiana divide o extremo sudeste português do extremo sudoeste espanhol, e durante muitos anos a única cidade portuguesa que protegia o território nacional nessa zona era Castro Marim. Nessa medida, e porque esse período foi uma era de grandes mudanças no país, foi assinada a 30 de Dezembro de 1773 uma Carta Régia que dava conta da criação de uma cidade no extremo algarvio – nascia assim Vila Real de Santo António.
Sebastião José de Carvalho e Melo, mais conhecido como Marquês de Pombal, ministro do rei D. José I, foi o homem responsável pela criação da cidade. A edificação da cidade foi bastante rápida; a 17 de Março de 1774 foi lançada a primeira pedra e no dia 6 de Agosto do mesmo ano já estavam terminadas as Casas da Câmara e da Alfândega, os quartéis e começava-se a construção da igreja. Os edifícios foram construídos da mesma forma que os da Baixa lisboeta, à base de peças pré-fabricadas que depois eram aplicadas no local, tornando a construção mais uniforme e célere. As obras ficaram concluídas a 13 de maio de 1776. A cidade desenvolvia-se numa malha urbana ortogonal perfeita, centrada na Praça Marquês de Pombal. Uma grande marginal percorria as várias centenas de metros que separavam o aglomerado urbano do rio Guadiana.
No final do século XIX e início do século XX, a cidade viveu prosperamente. O sector das pescas (principalmente sardinha e atum) dinamizaram a cidade, transformando-a num importante centro pesqueiro e conserveiro. Era também um importante porto para os barcos que transportavam minério desde as minas de São Domingos. A importância da cidade traduziu-se também na tecnologia; foi a primeira cidade algarvia a ter iluminação a gás, em 1886.[carece de fontes?]
Actualmente a cidade e o município de Vila Real de Santo António vivem do turismo, a par da maior parte das zonas do litoral algarvio. Os extensos areais dão óptimas praias que na época balnear se enchem de turistas nacionais e estrangeiros.

## Geografia
Vila Real de Santo António fica no extremo sudeste do Algarve. O seu território é dominado pelo rio Guadiana, a leste, o Oceano Atlântico, a sul, e a serra algarvia (na freguesia de Vila Nova de Cacela) e o sapal de Castro Marim (Vila Real e Monte Gordo), a norte.

### Distâncias
- Lisboa - 327 km
- Porto - 600 km
- Coimbra - 489 km
- Madrid (Espanha)- 667 km
- Valença do Minho - 710 km
- Faro - 63 km
- Sevilha (Espanha) - 147 km
- Huelva (Espanha) - 60 km
- Hendaia (França) - 1074 km
- Tânger (Marrocos) - 387 km

## Freguesias

Freguesias do Município de Vila Real de Santo António.

O município de Vila Real de Santo António está dividido em três freguesias:
| Freguesia                  | Residentes (2011) | Residentes (2021) |
| -------------------------- | ----------------- | ----------------- |
| Monte Gordo                | 3308              | 3197              |
| Vila Nova de Cacela        | 3902              | 3874              |
| Vila Real de Santo António | 11946             | 11754             |
| Total                      | 19156             | 18825             |

## Demografia
De acordo com os dados do INE o distrito de Faro registou em 2021 um acréscimo populacional na ordem dos 3.7% relativamente aos resultados do censo de 2011. O concelho de Vila Real de Santo António regista um decréscimo populacional a rondar os 1.7%. 

Número de habitantes "residentes", ou seja, que tinham a residência oficial neste município à data em que os censos  se realizaram:	
| Número de habitantes por Grupo Etário ★★ | Número de habitantes por Grupo Etário ★★ | Número de habitantes por Grupo Etário ★★ | Número de habitantes por Grupo Etário ★★ | Número de habitantes por Grupo Etário ★★ | Número de habitantes por Grupo Etário ★★ | Número de habitantes por Grupo Etário ★★ | Número de habitantes por Grupo Etário ★★ | Número de habitantes por Grupo Etário ★★ | Número de habitantes por Grupo Etário ★★ | Número de habitantes por Grupo Etário ★★ | Número de habitantes por Grupo Etário ★★ | Número de habitantes por Grupo Etário ★★ | Número de habitantes por Grupo Etário ★★ |
| ---------------------------------------- | ---------------------------------------- | ---------------------------------------- | ---------------------------------------- | ---------------------------------------- | ---------------------------------------- | ---------------------------------------- | ---------------------------------------- | ---------------------------------------- | ---------------------------------------- | ---------------------------------------- | ---------------------------------------- | ---------------------------------------- | ---------------------------------------- |
|                                          | 1900                                     | 1911                                     | 1920                                     | 1930                                     | 1940                                     | 1950                                     | 1960                                     | 1970                                     | 1981                                     | 1991                                     | 2001                                     | 2011                                     | 2021                                     |
| 0-14 Anos                                | 3 374                                    | 3 846                                    | 2 974                                    | 3 988                                    | 3 807                                    | 3 950                                    | 4 131                                    | 3 315                                    | 4 059                                    | 2 743                                    | 2 753                                    | 2 974                                    | 2 522                                    |
| 15-24 Anos                               | 1 760                                    | 2 146                                    | 1 921                                    | 2 454                                    | 2 240                                    | 2 740                                    | 2 376                                    | 2 100                                    | 2 496                                    | 2 320                                    | 2 492                                    | 2 031                                    | 1 875                                    |
| 25-64 Anos                               | 4 080                                    | 4 638                                    | 4 086                                    | 5 316                                    | 5 658                                    | 6 478                                    | 7 154                                    | 6 550                                    | 7 725                                    | 7 187                                    | 9 616                                    | 10 380                                   | 9 506                                    |
| = ou > 65 Anos                           | 381                                      | 498                                      | 423                                      | 696                                      | 875                                      | 1 076                                    | 1 338                                    | 1 530                                    | 2 067                                    | 2 150                                    | 3 095                                    | 3 771                                    | 4 921                                    |

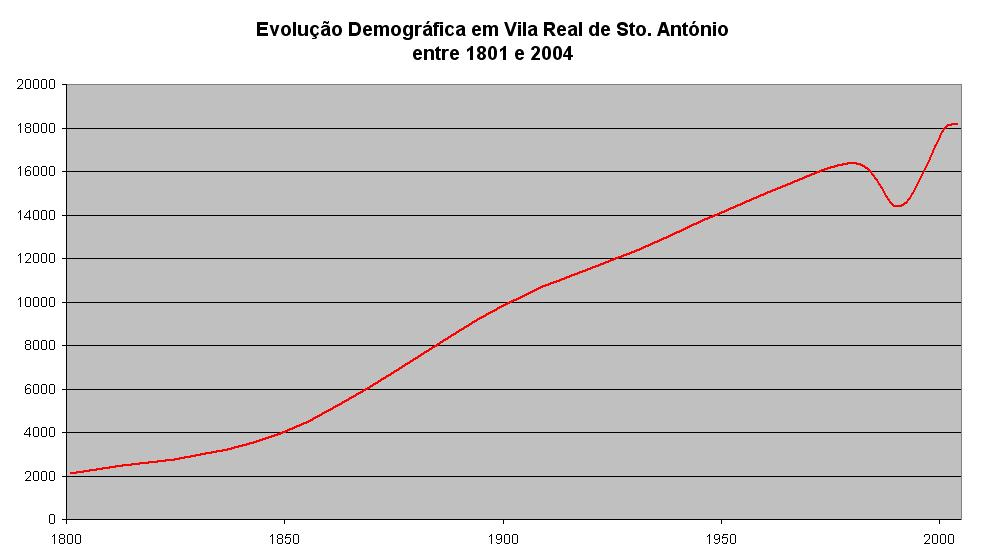
Gráfico com a evolução populacional do município

★★ De 1900 a 1950 os dados referem-se à população "de facto", ou seja, que estava presente no município à data em que os censos se realizaram. Daí que se registem algumas diferenças relativamente à designada população residente

O município de Vila Real de Santo António é um dos mais densamente povoados do Algarve, apresentando valores superiores à média nacional.
No que diz respeito à taxa de natalidade, desceu de 14,31 para 9,41 entre 1991 e 2001; a freguesia com o valor mais alto é Vila Real de Santo António (10,5%), seguido de Monte Gordo (8,1%), e por fim Vila Nova de Cacela (7,5%).
A taxa de mortalidade também decresceu, descendo de 12,29 em 1991, para 11,92 em 2001; analisado por freguesia Vila Real de Santo António e Vila Nova de Cacela têm valores idênticos (13,1% e 13,0% respectivamente), enquanto que Monte Gordo apresenta o valor mais baixo do município (7,8%).
Contudo, como o decréscimo da natalidade foi mais acentuado, a taxa de crescimento natural desceu de 2,01 para -2,51. A única freguesia com saldo positivo neste aspecto é Monte Gordo (0,3%), enquanto que Vila Nova de Cacela é a que mais se destacou pelo aspecto negativo (-5,5%); a freguesia de Vila Real de Santo António teve uma taxa de crescimento natural de -2,6%.
Apesar do decréscimo, prevê-se que a população cresça cerca de 27% relativamente a 2001 até ao ano de 2031 (previsão:22 834 habitantes) devido ao crescente êxodo de pessoas dos municípios do interior do Algarve, para os mais litorais, tais como Vila Real de Santo António.
O crescimento populacional nota-se também na densidade populacional que, segundo a previsão, subirá de 2,90 hab/km² em 2001 para 3,69 hab/km² em 2031.

## Economia
O Algarve é, desde há vários anos, o destino preferencial de veraneio em Portugal, o que fez com que o sector terciário se desenvolvesse na região; a restauração, hotelaria e comércio são as principais fontes de rendimento dos algarvios. O município de Vila Real de Santo António não é excepção à regra. Foi nos anos 1960 que começou a grande procura pelas praias da zona, principalmente as de Monte Gordo. Essa procura fomentou um desenvolvimento de estruturas de apoio tais como hotéis e restaurantes.
Apesar da grande predominância de empregos no sector terciário, também no sector primário existe grande actividade no município. O cultivo de grão, frutos secos, citrinos e olival ocupam cerca de 47% da área do município. No que diz respeito à pecuária, as espécies mais criadas são aves, ovinos e caprinos. O sector secundário está apenas representado pela indústria de conservação de pescado, construção, indústria de mármores e artes gráficas.

## Equipamentos

### Transportes

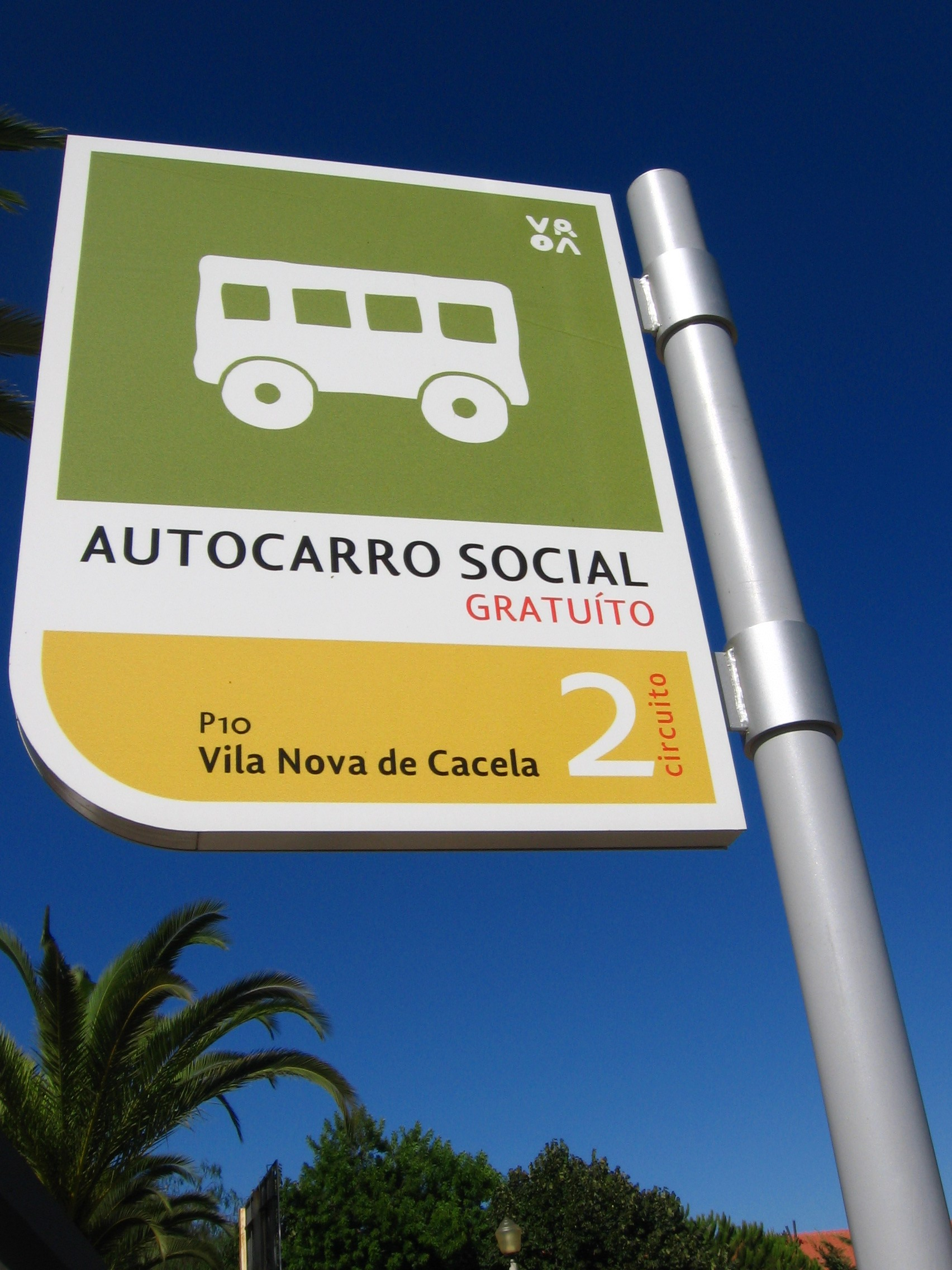
Paragem do autocarro social

O município de Vila Real de Santo António é servido por várias vias de comunicação que o ligam ao Algarve e a Espanha. A auto-estrada A22, mais conhecida como Via do Infante faz a conexão do município (apesar de passar no município vizinho de Castro Marim) ao país vizinho, através da Ponte Internacional do Guadiana. O IC27 - tal como a via do Infante, não passa no município de Vila Real de Santo António, mas sim em Castro Marim - liga o município ao Alentejo, mais propriamente a Mértola e Beja. A EN 125 é também uma importante via de comunicação no município, ligando as freguesias entre si e conectando-as ao resto da região.

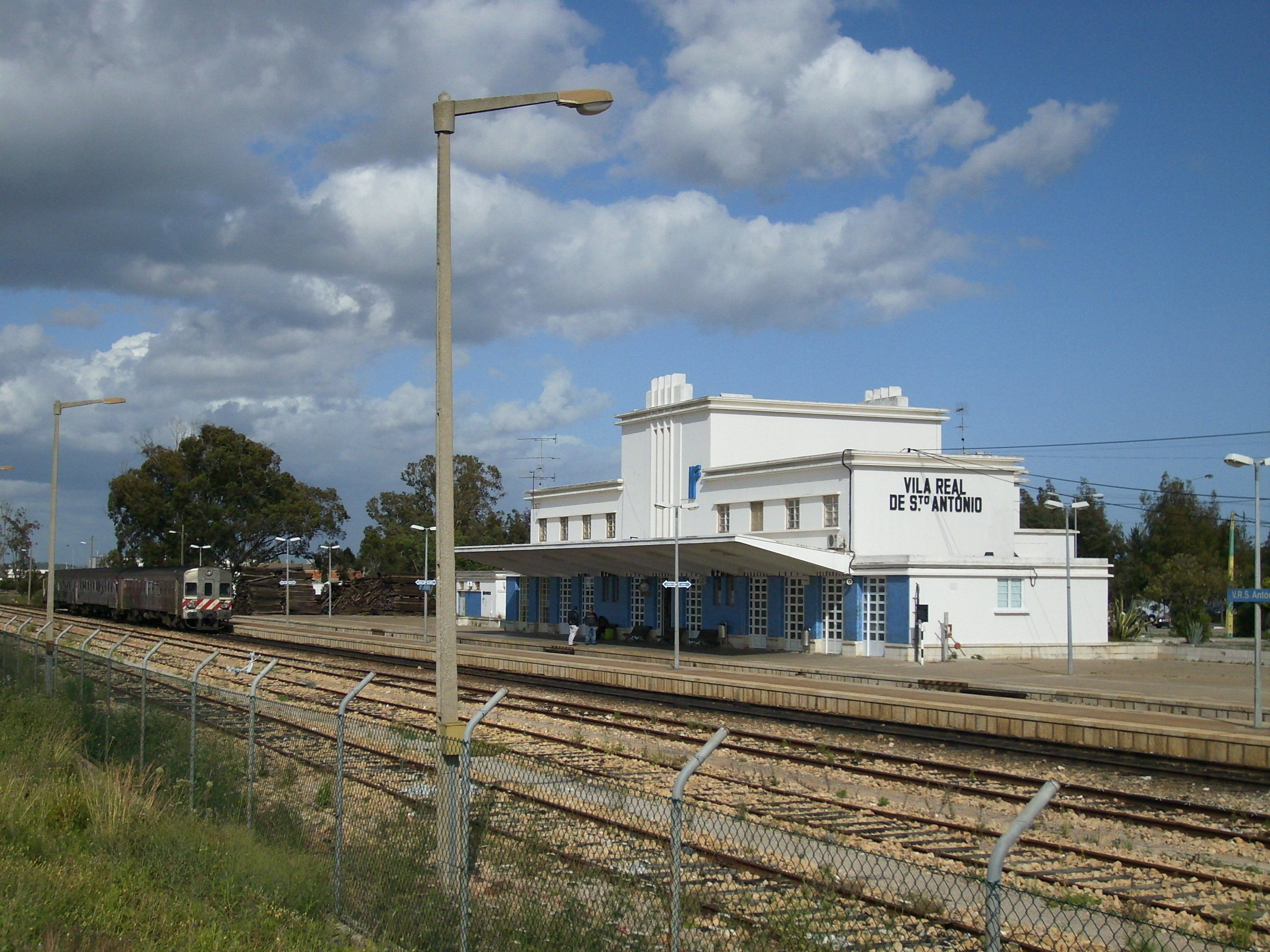
Estação ferroviária

A viagem para Espanha pode também ser feita num ferry-boat. O atravessamento do rio neste local foi feito desde sempre (até à da construção da ponte) por barco. No início do século XX, mais propriamente em 1906, esse meio de transporte foi complementado com uma ligação ferroviária à Linha do Algarve, que passou a ter na estação da cidade a sua extremidade oriental, da qual ainda hoje partem comboios para Faro, com ligação a Lagos e a Lisboa. Em 1952, a linha foi prolongada a fim de abrir uma nova estação, chamada Vila Real de Santo António - Guadiana, situada mais perto do centro da cidade e junto ao terminal fluvial; a nova estação, porém, foi encerrada em 1998, voltando a mais longínqua a ser o terminal da linha.
Existe uma rede de autocarros que cobre todo o Algarve, a Vamus Algarve, com carreiras para todo o Algarve e para vários destinos dentro do município. Existe também uma rede municipal de autocarros sociais que têm como objetivo ligar as várias aldeias do concelho, promovendo o deslocamento de pessoas idosas. Durante a época balnear funciona o Comboio Turístico de Vila Real de Santo António, que faz a ligação, de meia em meia hora, entre o centro da cidade e a Praia de Santo António.

### Educação

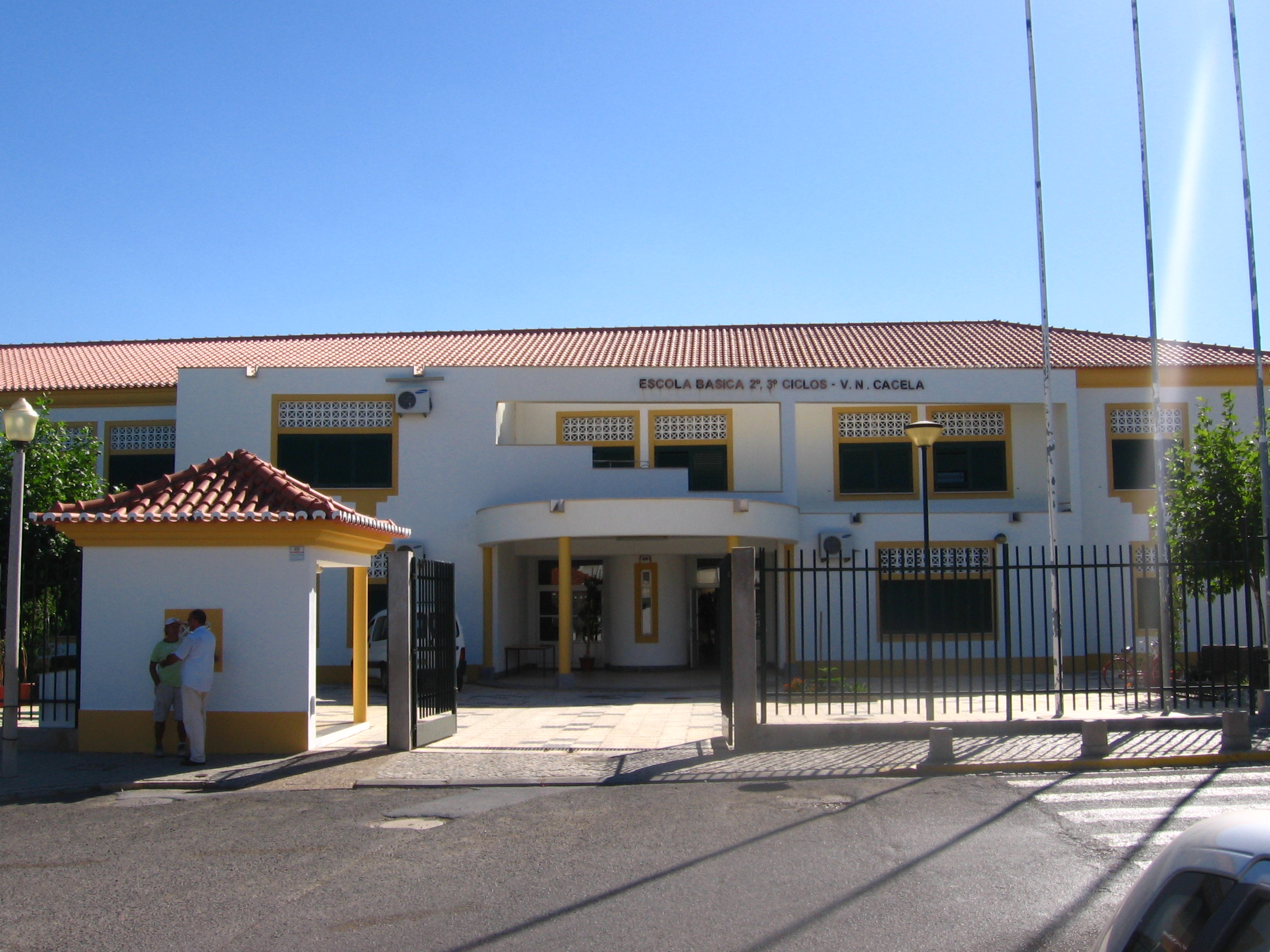
Escola Básica de Vila Nova de Cacela

No município de Vila Real de Santo António existem 13 escolas que leccionam desde o ensino primário até ao ensino secundário. Existem nove escolas com o 1º ciclo de escolaridade, três escolas com o 2º e 3º ciclos e uma com ensino secundário. A par destas instalações existem ainda duas creches e oito infantários
Não há estabelecimentos de ensino superior no município. Contudo, funciona em Vila Real de Santo António a Universidade de Tempos Livres que promove a aprendizagem através de cursos, estando também responsável pela organização de bailes, exposições entre outros eventos culturais.

## Património
Ver também: Lista de património edificado em Vila Real de Santo António

Património não religioso
- Avenida Infante D. Henrique (Passeio Pedonal) – Uma ampla avenida marginal vedada ao trânsito automóvel permite tranquilos passeios em frente ao mar.
- Cacela Velha ou Núcleo histórico de Cacela Velha
- Casino de Monte Gordo – Veio substituir, em 1934, o primitivo Casino Peninsular que lhe ficava a curta distância. Foi posteriormente remodelado por diversas vezes
- Castelo de Cacela
- Centro histórico pombalino de Vila Real de Santo António
- Farol de Vila Real de Santo António
- Forno romano da Quinta do Muro
- Fortaleza de Cacela
- Hotel Guadiana (Interesse Municipal)
- Monumentos da Quinta da Nora e Herdade da Marcela

Património religioso
- Igreja de Nossa Senhora das Dores – Templo antiquíssimo, possivelmente tão antigo quanto a povoação de Monte Gordo. Tem, sob si, vestígios de outra igreja que as areias soterraram.
- Igreja Matriz de Cacela-Velha ou Igreja de Nossa Senhora da Assunção

Património de origem natural
- Viveiro Florestal

## Cultura
A cultura algarvia tem em Vila Real de Santo António um importante centro de divulgação. Nesta cidade nasceram e trabalharam vários artistas que deixaram a sua marca na literatura, nas artes plásticas, entre outras áreas culturais.
Um dos mais conhecidos é António Aleixo, poeta popular da primeira metade do século XX; famoso pela ironia e crítica social, é um dos mais aclamados poetas algarvios. Também Manuel Cabanas foi uma figura de destaque no panorama artístico vila realense; o Mestre Cabanas, como era conhecido, foi xilogravador e um opositor convicto do Estado Novo. É ainda a cidade natal de Lutegarda Guimarães de Caires, ativista e poetisa, promotora do Natal dos Hospitais e diversas causas sociais em Portugal.

### Centro Cultural António Aleixo
Este centro cultural foi instituído à memória do poeta homónimo. Situa-se no centro da cidade de Vila Real de Santo António. O local é constituído por duas salas de exposições: a zona principal tem uma área substancialmente maior que a outra sala e recebe exposições dos mais variados tipos de arte, tais como a pintura, escultura ou fotografia; a outra área está destinada a uma exposição permanente dos trabalhos de xilogravura de Manuel Cabanas, e por essa razão, a galeria tem o nome desse artista.

### Centro de Artes e Ofícios da Manta Rota
Situado na freguesia de Vila Nova de Cacela, é um importante centro de divulgação da arte e saber tradicional da região. Está instalado no antigo edifício do Casino da Manta Rota. Neste centro organizam-se também diversas exposição de arte e eventos culturais.
À parte dos centros culturais, o mais importante "centro" de divulgação cultural da região situa-se ao longo da costa, estendendo-se desde a praia da Manta Rota até Cacela Velha; o Núcleo Museológico de Cacela Velha põe a descoberto séculos de história. A passagem de povos tais como os romanos ou muçulmanos é bem retratada no município. Os vestígios encontrados são expostos em exposições temporárias na Escola Primária de Santa Rita.

### Maior presépio do país
No ano 2022 completou a sua 20ª edição, ocupando uma área de 240 metros quadrados do Centro Cultural António Aleixo, com milhares de figuras, 20 toneladas de areia, 4 toneladas de pó de pedra, 3000 quilos de cortiça e centenas de adereços. A estrutura tem elementos evocativos da região, nomeadamente a Praça Marquês de Pombal, as antigas cabanas da praia de Monte Gordo, as salinas, as tradicionais noras algarvias, assim como outros monumentos locais. 

## Praias
- Praia da Lota
- Praia da Manta Rota
- Praia de Cacela Velha
- Praia da Fábrica
- Praia de Monte Gordo – A beleza da sua praia, as águas seguras e inválidas atraíram os primeiros turistas estrangeiros na década de 1960, dando-lhe um lugar pioneiro no desenvolvimento do turismo algarvio. Hoje, Monte Gordo é um centro turístico internacional, com um casino entre os seus múltiplos equipamentos.

## Política

### Eleições autárquicas[22]
| Data | %     | V     | %            | V            | %       | V       | %              | V    | %              | V         | %              | V      | %              | V    | %              | V      | %              | V   | %  | V  | %   | V   | Participação |                |
| Data | PS    | PS    | FEPU/APU/CDU | FEPU/APU/CDU | PPD/PSD | PPD/PSD | GDUP           | GDUP | PCTP/MRPP      | PCTP/MRPP | UDP/BE         | UDP/BE | UEDS           | UEDS | CDS-PP         | CDS-PP | IND            | IND | CH | CH | PAN | PAN | Participação |                |
| ---- | ----- | ----- | ------------ | ------------ | ------- | ------- | -------------- | ---- | -------------- | --------- | -------------- | ------ | -------------- | ---- | -------------- | ------ | -------------- | --- | -- | -- | --- | --- | ------------ | -------------- |
| Data | 1976  | 35,26 | 3            | 30,95        | 3       | 20,12   | 1              | 4,99 | -              | 2,53      | -              |        |                |      |                |        |                |     |    |    |     |     |              | 65,33 / 100,00 |
| 1979 | 24,52 | 2     | 40,05        | 3            | 27,67   | 2       |                |      |                |           | 3,16           | -      | 0,00           | -    | 75,08 / 100,00 |        |                |     |    |    |     |     |              |                |
| 1982 | 26,23 | 2     | 46,49        | 4            | 19,08   | 1       | 1,46           | -    |                |           | 3,35           | -      | 77,54 / 100,00 |      |                |        |                |     |    |    |     |     |              |                |
| 1985 | 48,41 | 4     | 48,31        | 3            |         |         |                |      |                |           | 71,73 / 100,00 |        |                |      |                |        |                |     |    |    |     |     |              |                |
| 1989 | 43,94 | 4     | 32,55        | 2            | 20,76   | 1       | 72,40 / 100,00 |      |                |           |                |        |                |      |                |        |                |     |    |    |     |     |              |                |
| 1993 | 36,37 | 3     | 36,56        | 3            | 22,83   | 1       | 1,97           | -    | 71,44 / 100,00 |           |                |        |                |      |                |        |                |     |    |    |     |     |              |                |
| 1997 | 44,09 | 4     | 42,93        | 3            | 9,09    | -       | 0,85           | -    | 65,36 / 100,00 |           |                |        |                |      |                |        |                |     |    |    |     |     |              |                |
| 2001 | 37,03 | 3     | 31,32        | 2            | 25,43   | 2       | 0,77           | -    | 2,45           | -         | 63,13 / 100,00 |        |                |      |                |        |                |     |    |    |     |     |              |                |
| 2005 | 35,32 | 3     | 14,82        | 1            | 44,13   | 3       | 2,20           | -    | 0,60           | -         | 62,86 / 100,00 |        |                |      |                |        |                |     |    |    |     |     |              |                |
| 2009 | 16,79 | 1     | 7,38         | -            | 71,09   | 6       | 1,86           | -    | 1,09           | -         | 63,86 / 100,00 |        |                |      |                |        |                |     |    |    |     |     |              |                |
| 2013 | 23,01 | 2     | 12,97        | 1            | 53,61   | 4       | 3,77           | -    | 1,11           | -         | 52,41 / 100,00 |        |                |      |                |        |                |     |    |    |     |     |              |                |
| 2017 | 30,05 | 2     | 18,79        | 1            | 44,95   | 4       | 2,71           | -    |                |           | 56,02 / 100,00 |        |                |      |                |        |                |     |    |    |     |     |              |                |
| 2021 | 37,12 | 3     | 11,72        | 1            | 32,47   | 3       | 1,40           | -    | 1,02           | -         | 7,63           | -      | 3,89           | -    | 1,93           | -      | 55,20 / 100,00 |     |    |    |     |     |              |                |

### Eleições legislativas
| Data | %     | %     | %     | %    | %     | %        | %     | %     | %     | %     | %    | %   | %       | % | %  | %  |
| Data | PS    | PCP   | PSD   | CDS  | UDP   | APU/ CDU | AD    | FRS   | PRD   | PSN   | BE   | PAN | PSD CDS | L | CH | IL |
| ---- | ----- | ----- | ----- | ---- | ----- | -------- | ----- | ----- | ----- | ----- | ---- | --- | ------- | - | -- | -- |
| 1976 | 46,01 | 22,75 | 12,19 | 5,23 | 4,16  |          |       |       |       |       |      |     |         |   |    |    |
| 1979 | 29,00 | APU   | AD    | AD   | 4,36  | 33,95    | 25,26 |       |       |       |      |     |         |   |    |    |
| 1980 | FRS   | APU   | AD    | AD   | 2,89  | 31,80    | 26,76 | 31,41 |       |       |      |     |         |   |    |    |
| 1983 | 36,30 | APU   | 17,15 | 4,83 | 1,74  | 34,36    |       |       |       |       |      |     |         |   |    |    |
| 1985 | 23,08 | APU   | 20,40 | 4,02 | 1,96  | 30,62    | 14,60 |       |       |       |      |     |         |   |    |    |
| 1987 | 24,38 | CDU   | 37,81 | 1,78 | 0,98  | 23,08    | 5,28  |       |       |       |      |     |         |   |    |    |
| 1991 | 33,08 | CDU   | 41,29 | 2,09 |       | 16,53    | 0,76  | 1,48  |       |       |      |     |         |   |    |    |
| 1995 | 51,03 | CDU   | 21,31 | 5,36 | 0,68  | 18,22    |       | 0,26  |       |       |      |     |         |   |    |    |
| 1999 | 48,14 | CDU   | 22,19 | 5,36 |       | 18,06    |       | 2,20  |       |       |      |     |         |   |    |    |
| 2002 | 42,96 | CDU   | 29,91 | 6,88 | 14,13 | 2,33     |       |       |       |       |      |     |         |   |    |    |
| 2005 | 51,89 | CDU   | 17,44 | 3,72 | 15,25 | 7,57     |       |       |       |       |      |     |         |   |    |    |
| 2009 | 30,69 | CDU   | 22,78 | 8,73 | 13,40 | 17,96    |       |       |       |       |      |     |         |   |    |    |
| 2011 | 25,08 | CDU   | 32,87 | 9,51 | 14,68 | 9,44     | 1,12  |       |       |       |      |     |         |   |    |    |
| 2015 | 34,38 | CDU   | CDS   | PSD  | 13,43 | 15,05    | 1,50  | 27,31 | 0,59  |       |      |     |         |   |    |    |
| 2019 | 40,09 | CDU   | 16,72 | 3,20 | 12,56 | 13,24    | 3,44  |       | 0,84  | 1,94  | 0,37 |     |         |   |    |    |
| 2022 | 46,76 | CDU   | 18,61 | 0,97 | 7,73  | 5,54     | 1,88  | 0,97  | 12,10 | 2,51  |      |     |         |   |    |    |
| 2024 | 30,75 | CDU   | AD    | AD   | 6,02  | 17,63    | 5,54  | 2,49  | 1,98  | 27,28 | 2,56 |     |         |   |    |    |

## Personalidades destacadas
- Alfredo Graça (1938 - 2021) ― Presidente da Câmara Municipal de V. R. S. A. entre 1980 e 1986.[25]
- António Aleixo (1899 - 1949) ― Escritor, considerado como o principal poeta popular português.[26]
- António Bandeira Cabrita (1910 - 1936) ― Jornalista e antifascista, lutou contra o Estado Novo, e morreu a combater na Guerra Civil Espanhola.[27]
- António Fernando dos Santos (1918-1991) ― Artista plástico, mais conhecido pelo pseudónimo Tóssan.
- António Madeira Santos (1925-2014) ― Poeta
- António Rosa Mendes (1954-2013) ― Historiador e professor universitário, presidente do Faro Capital Nacional da Cultura.[28]
- António Vicente Campinas (1910-1998) ― Poeta, conhecido pelo seu poema Cantar Alentejano em homenagem a Catarina Eufémia, e musicado por José Afonso.[29]
- Amaro Antunes (1990-) ― Ciclista profissional
- Domiciano Cavém (1931-2005) ― Futebolista
- Fernando Gutierres Reis (1955-2021) ― Jornalista, considerado com uma das figuras mais marcantes da imprensa no Algarve.[30]
- Frederico Leão Cabreira (1800-1880) ― Militar e governador colonial
- Jacques Pereira (1955-2020) ― Futebolista
- Jani Gabriel (1991-) ― Modelo e apresentadora
- Joaquim da Costa Rebocho (1912-2003) ― Arquitecto e artista plástico.[31]
- Lutegarda Guimarães de Caires (1958-1935) ― Escritora e activista pelos direitos das mulheres e crianças
- Manuel Cabrita (1952-1993) ― Actor, encenador e dramaturgo português, mais conhecido pelo pseudnónimo Carlos Ivo.
- Manuel Gomes da Costa (1921-2016) ― Arquitecto, considerado como uma das principais figuras daquela área no Algarve.[32]
- Manuel José de Jesus (1946-) ― Treinador de futebol
- Raúl Folques (1939-) ― Professor militar e antigo combatente no Ultramar

## Geminações
A vila de Vila Real de Santo António é geminada com as seguintes cidades:
- Aiamonte, Huelva, comunidade autónoma da Andaluzia, Espanha
- Fundão, distrito de Castelo Branco, Beira Baixa, região do Centro (Região das Beiras)
- Marinha Grande, distrito de Leiria, Estremadura, Região de Leiria, região do Centro
- Montemor-o-Novo, Distrito de Évora, sub-região Alentejo Central, Região do Alentejo
- Tarrafal, ilha de Santiago, Cabo Verde.

## Galeria

Galeria de imagens de Monte Gordo
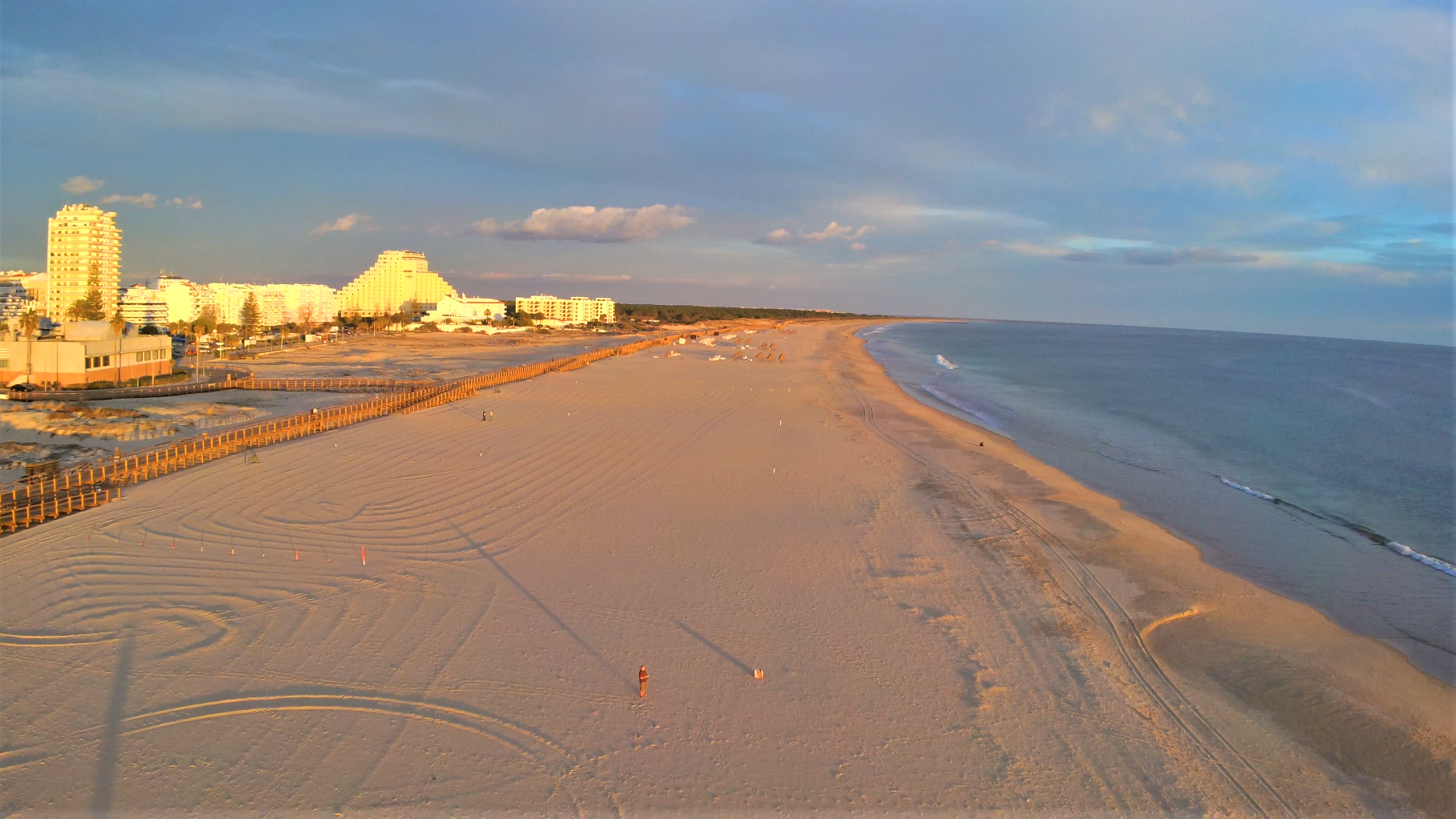
Monte Gordo, vista para este
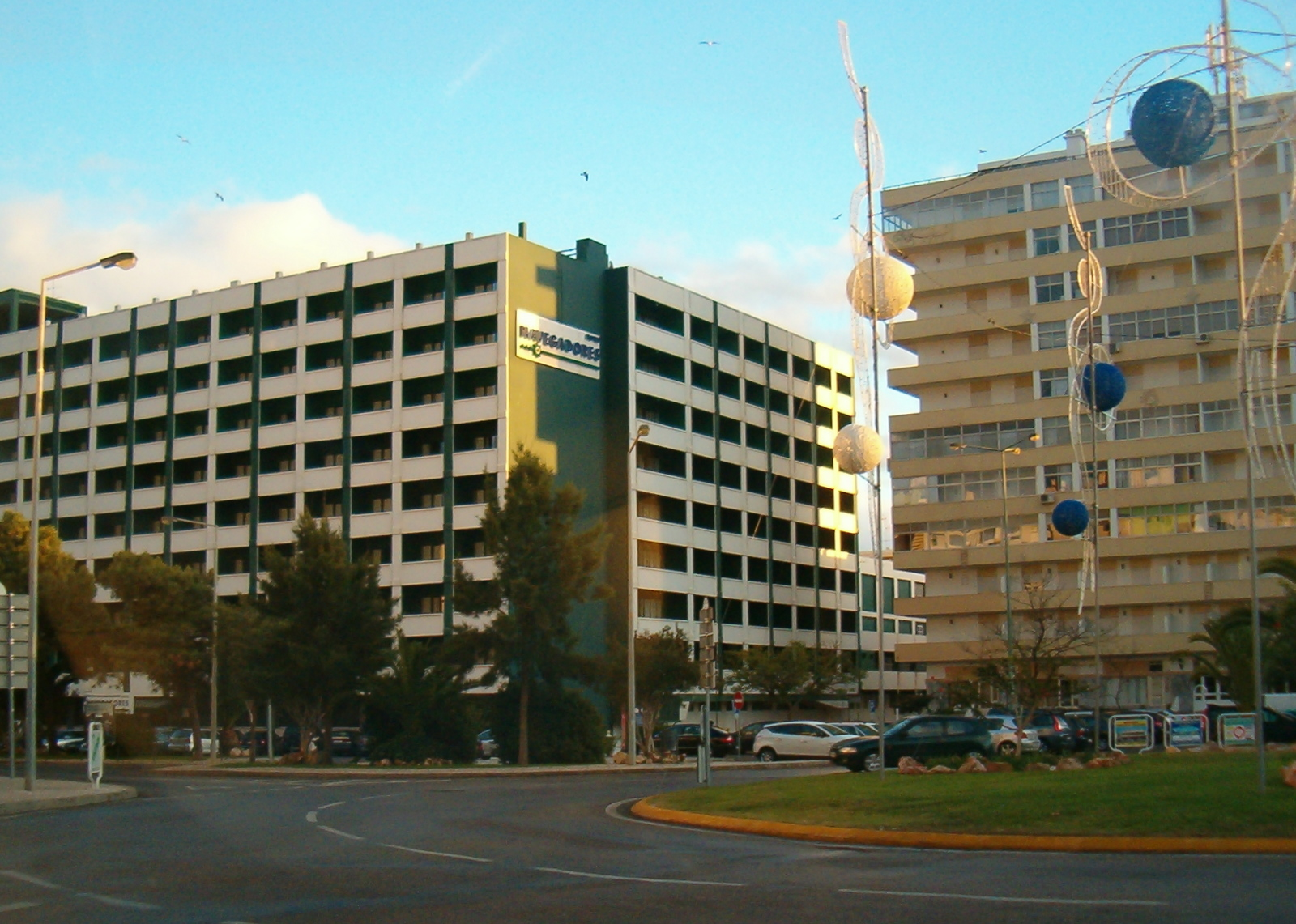
Monte Gordo
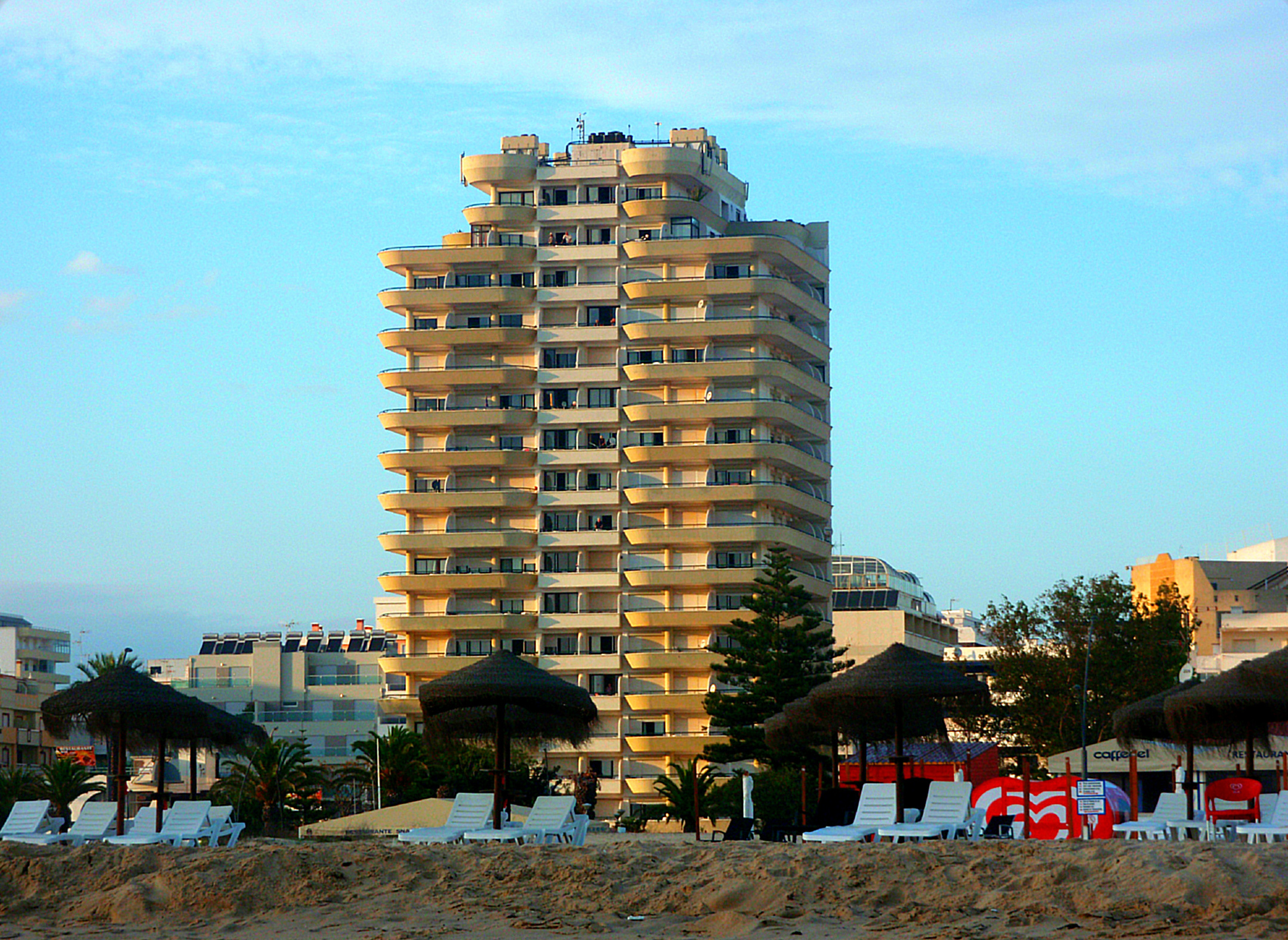
Monte Gordo
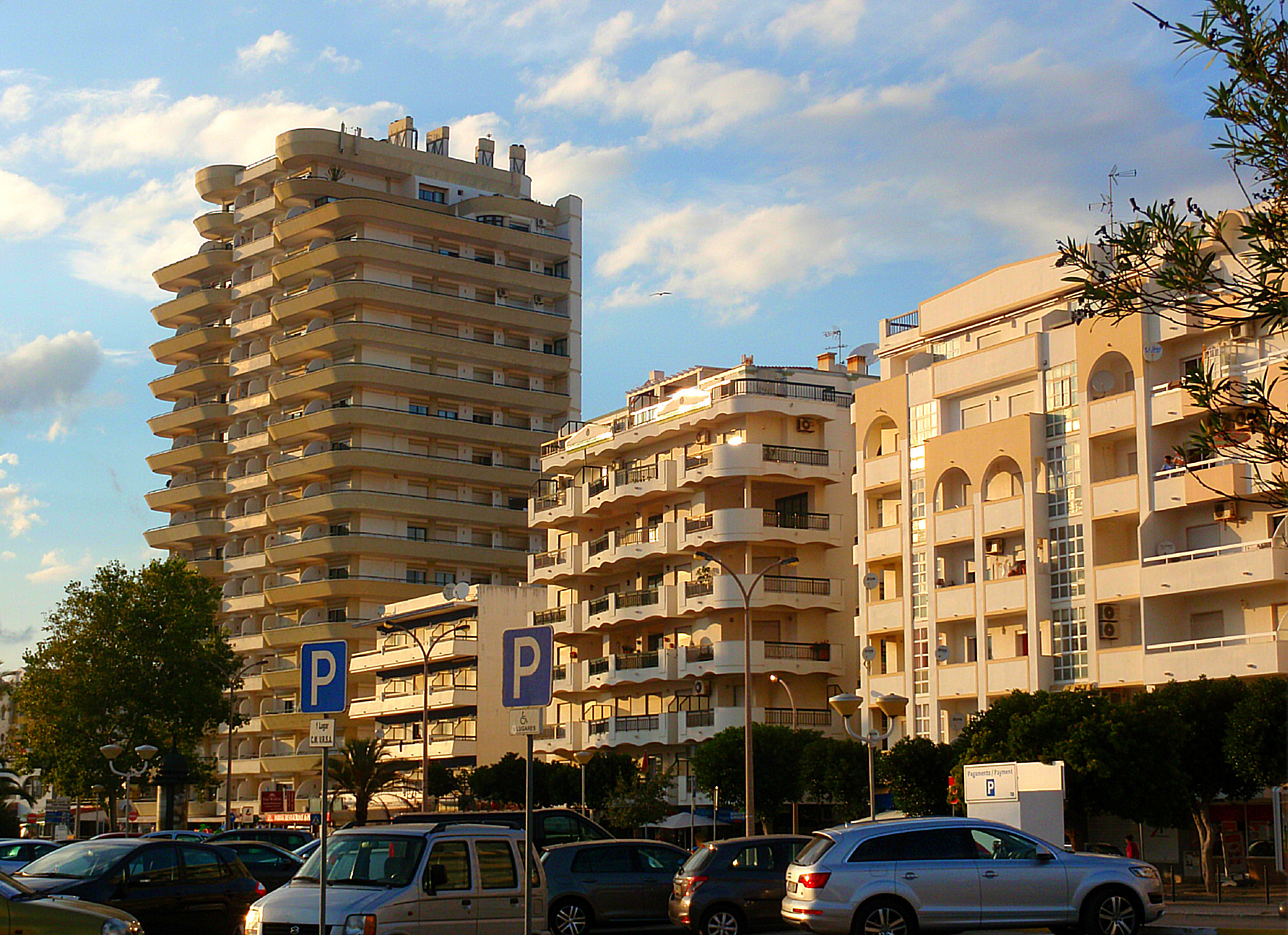
Monte Gordo - marginal da praia (Av. Infante D. Henrique)
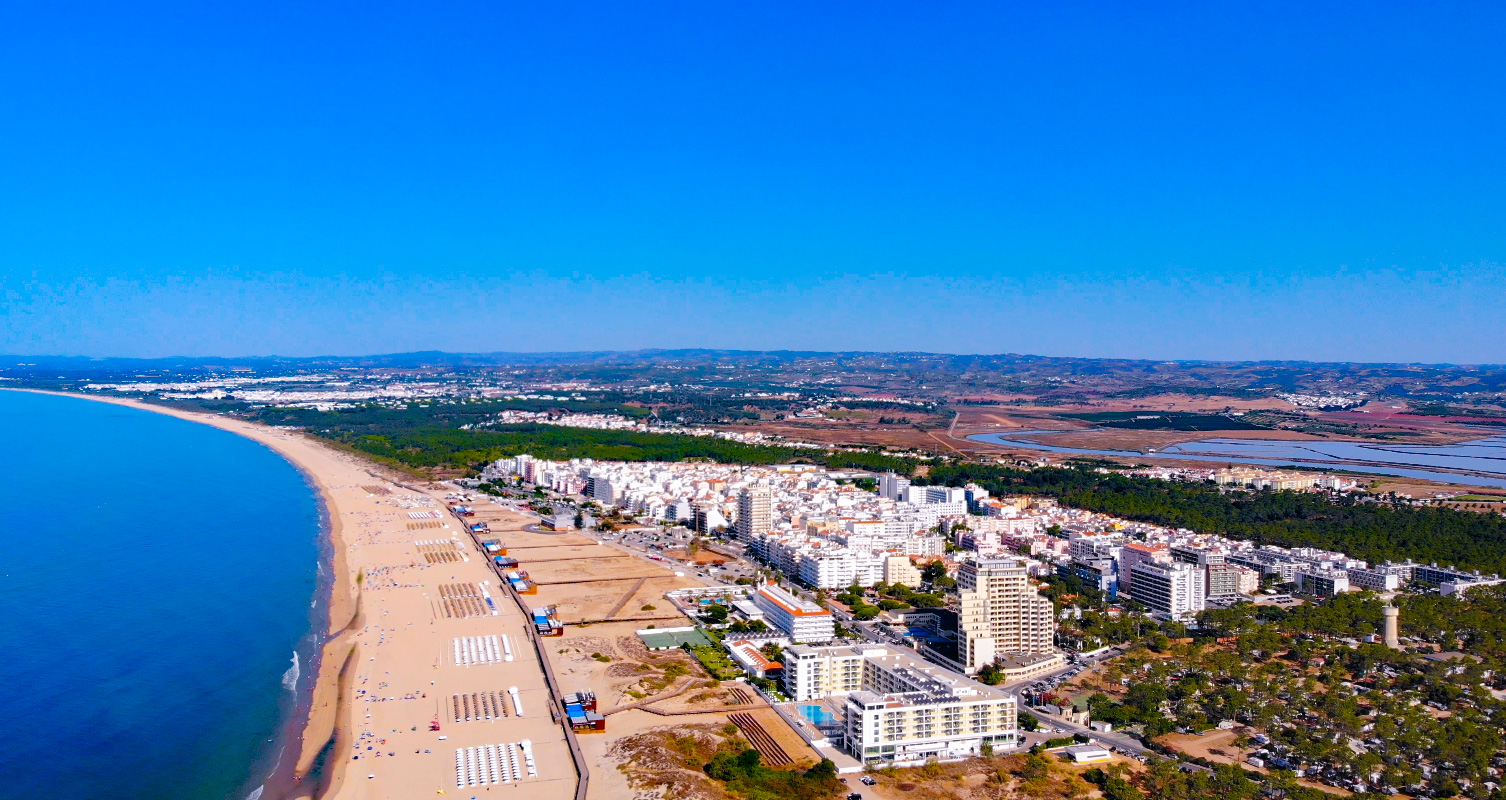
Monte Gordo (vista para oeste)
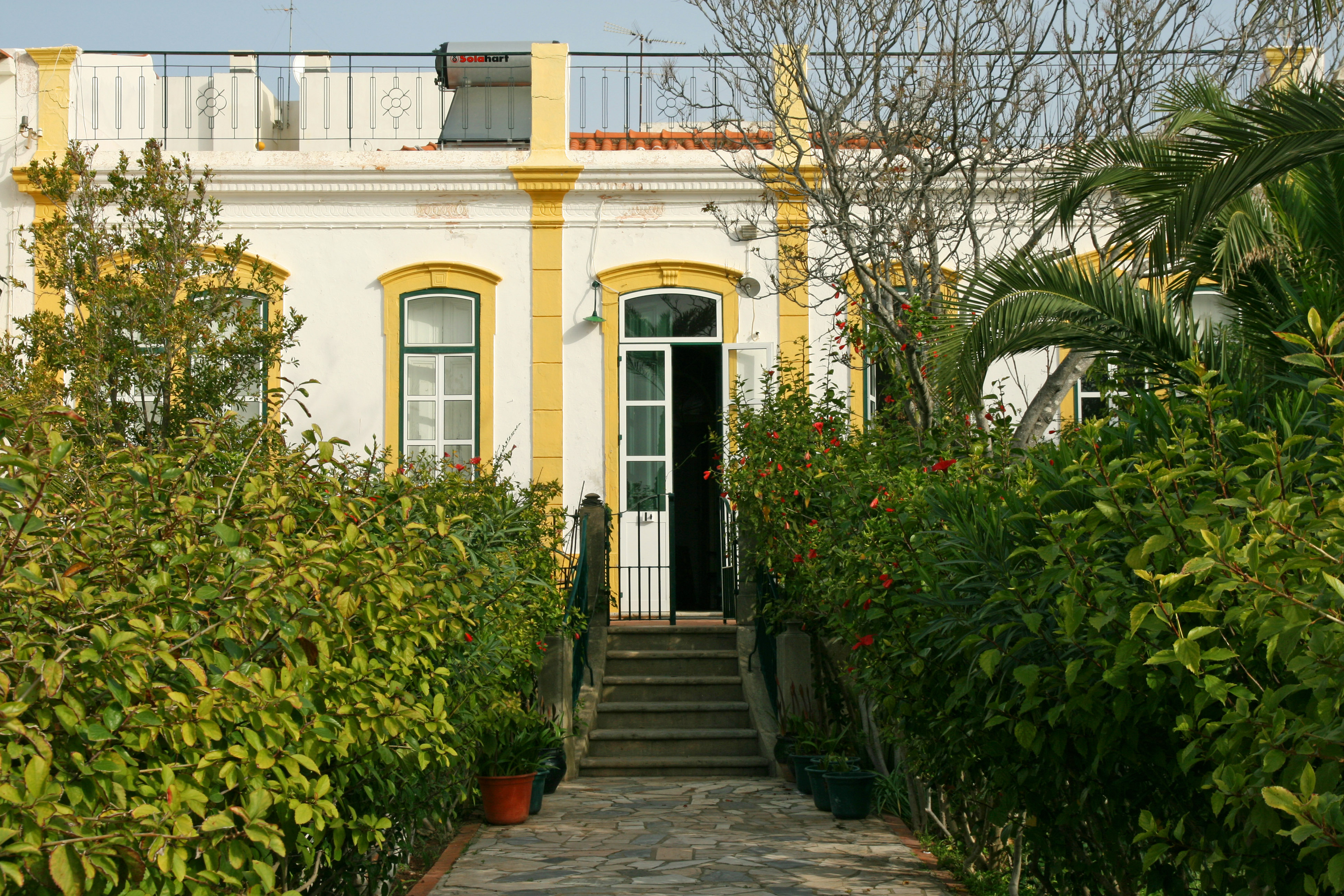
Casa típica de Monte Gordo
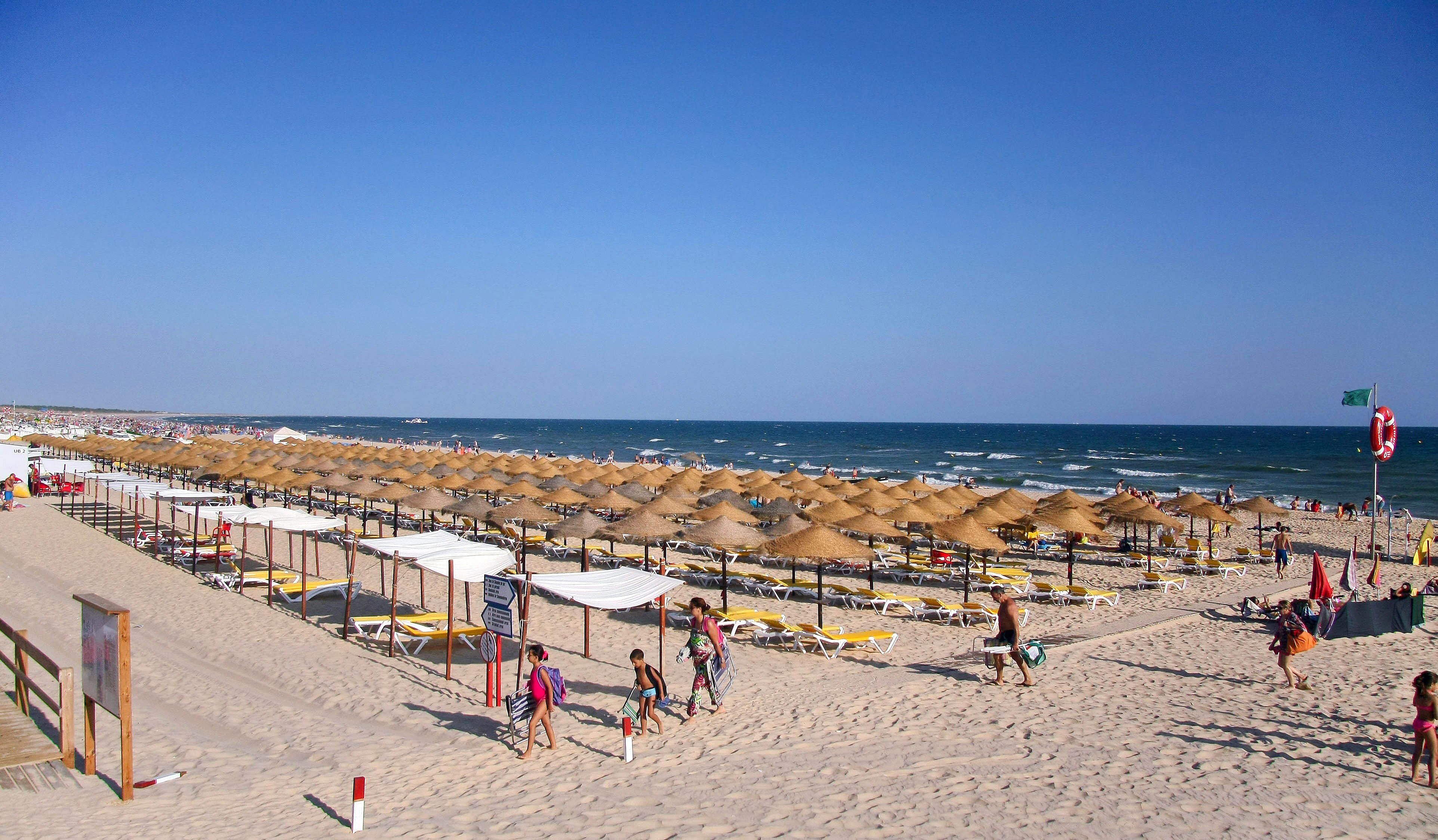
Praia de Monte Gordo
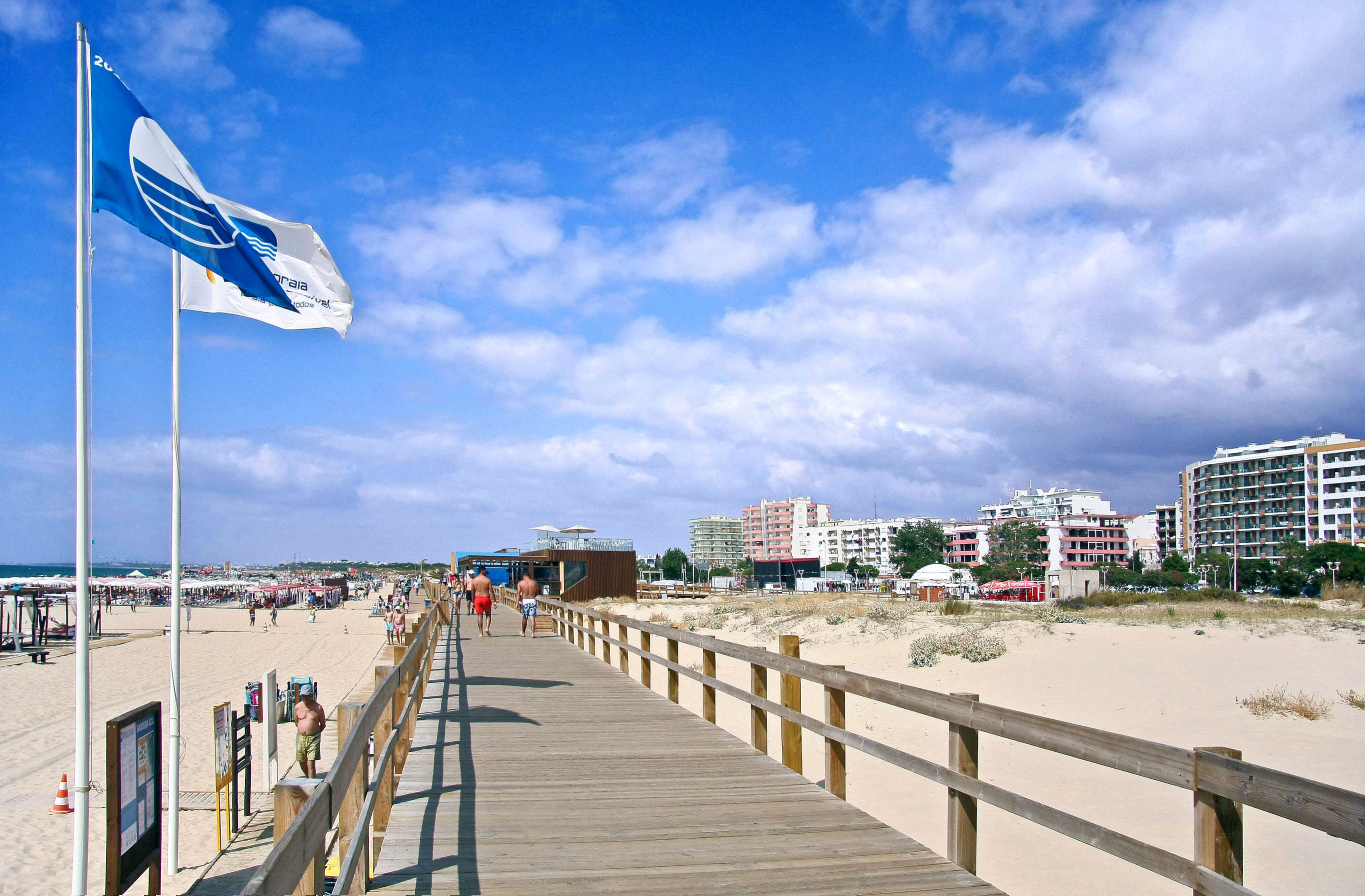
Praia de Monte Gordo
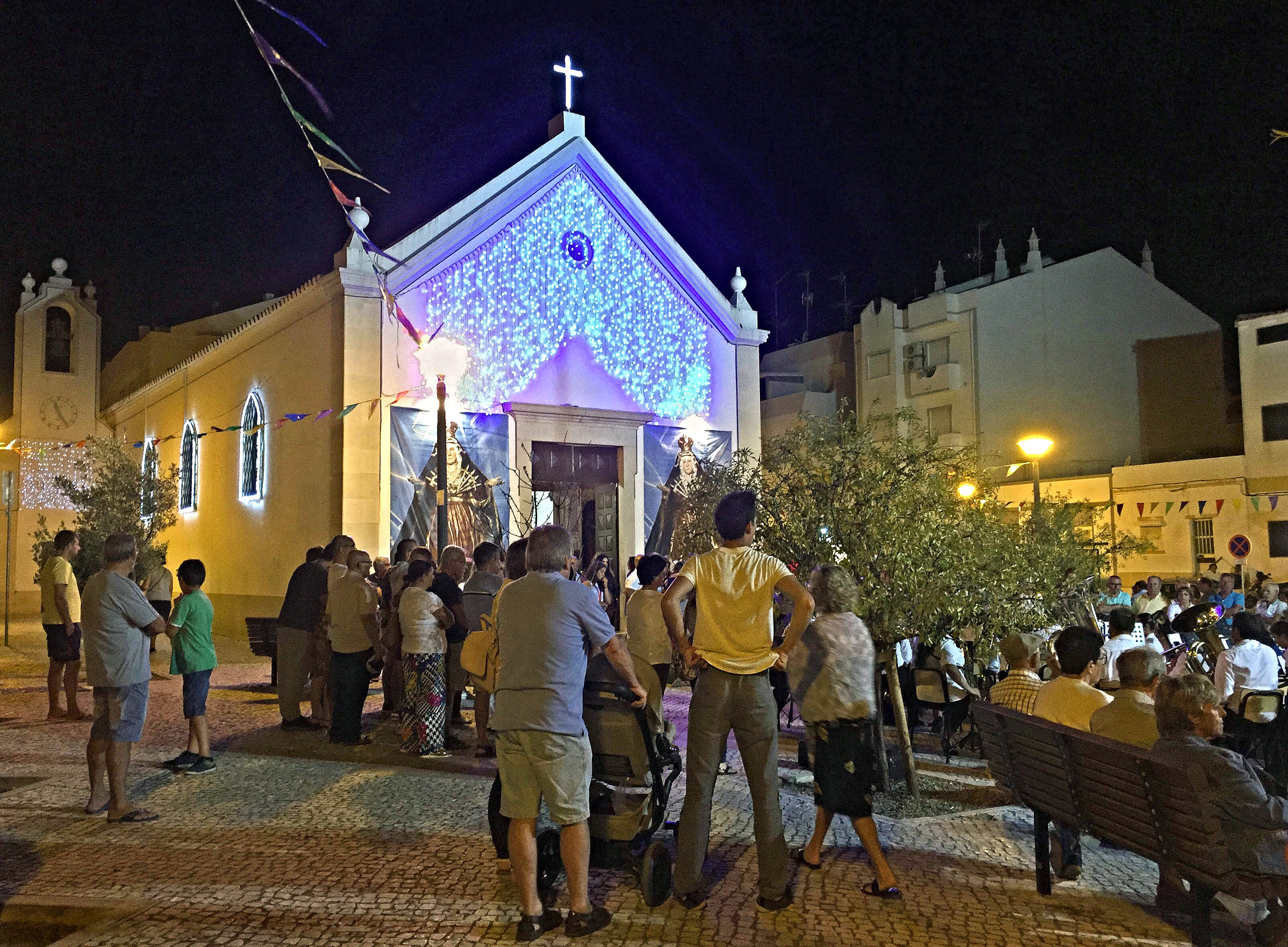
Igreja Paroquial de Monte Gordo

Galeria de imagens de Vila Real de Santo António (freguesia)
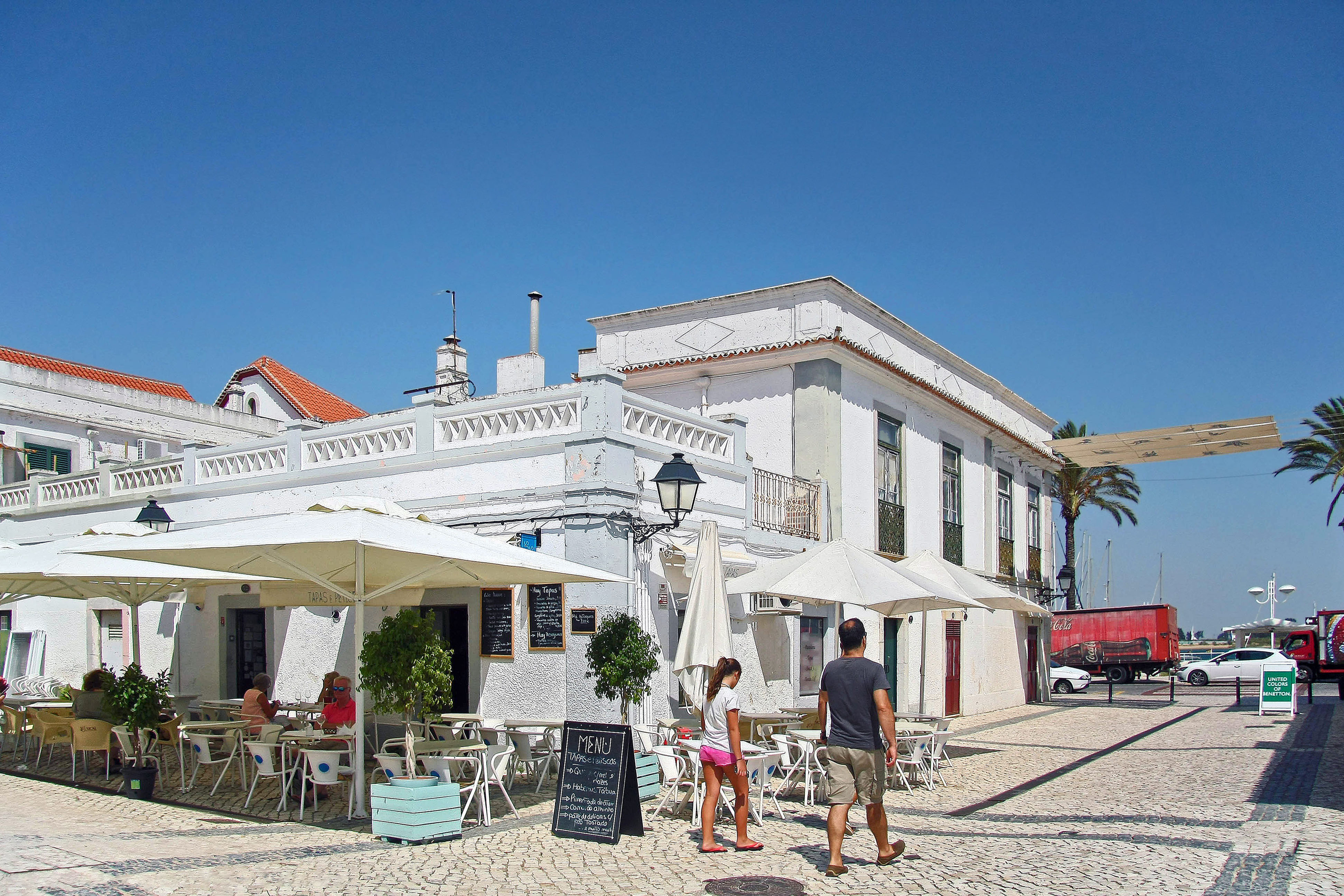
Vila Real de Santo António
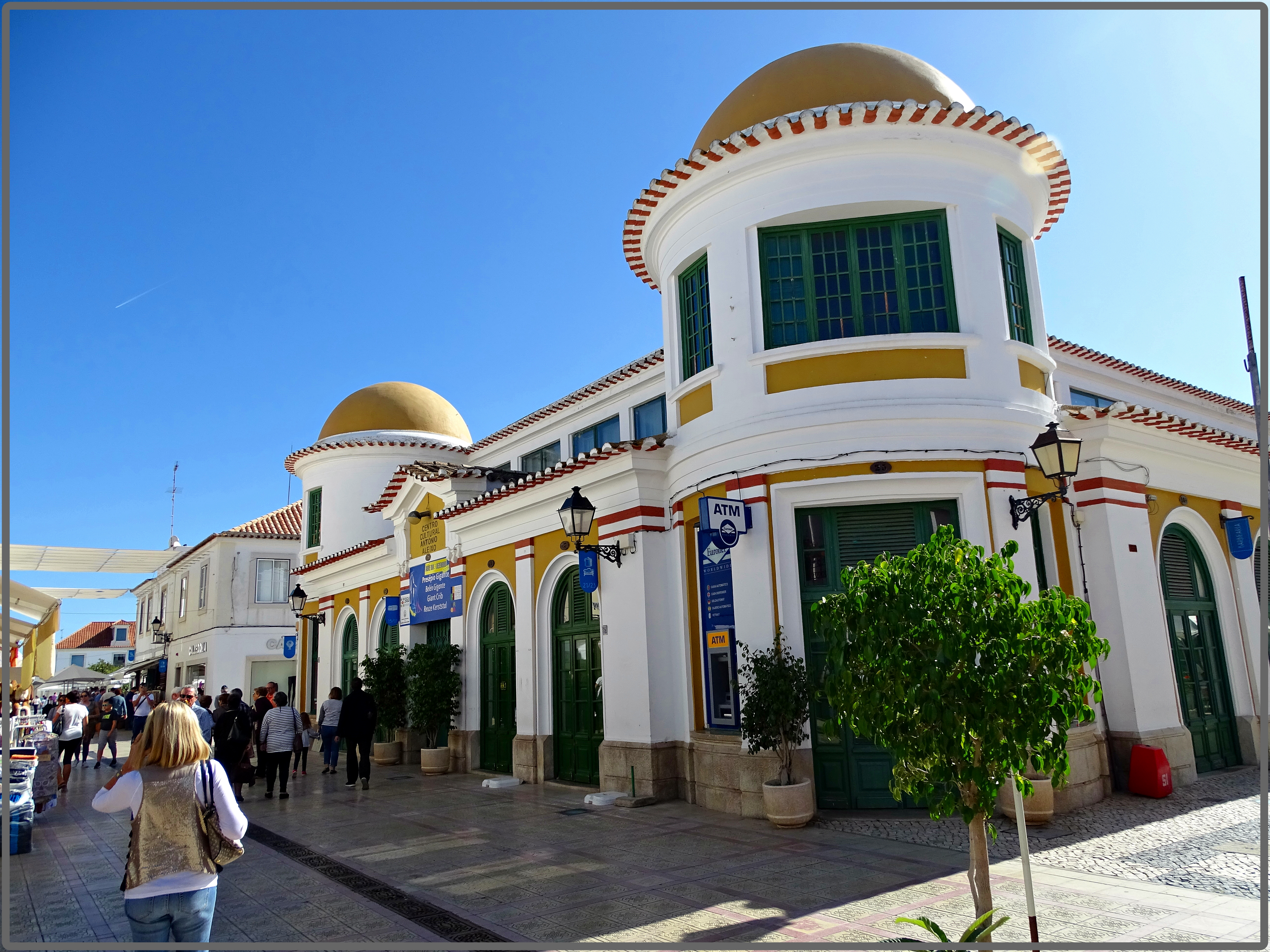
Vila Real de Santo António
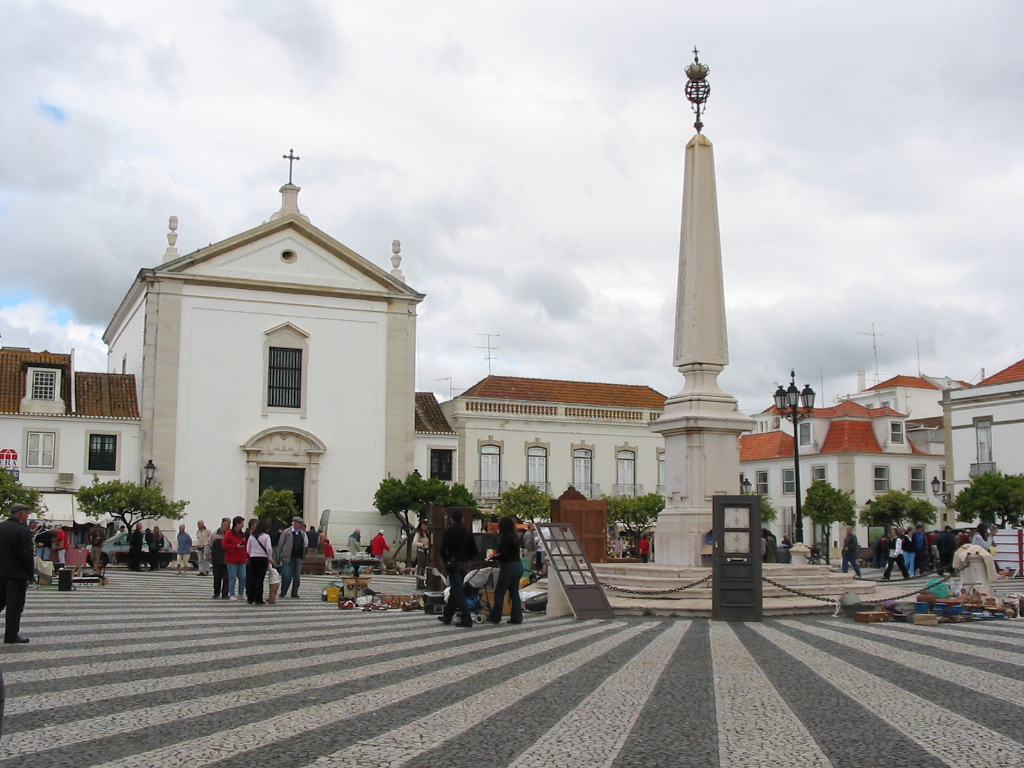
Centro de Vila Real de Santo António

Galeria de imagens de Vila Nova de Cacela
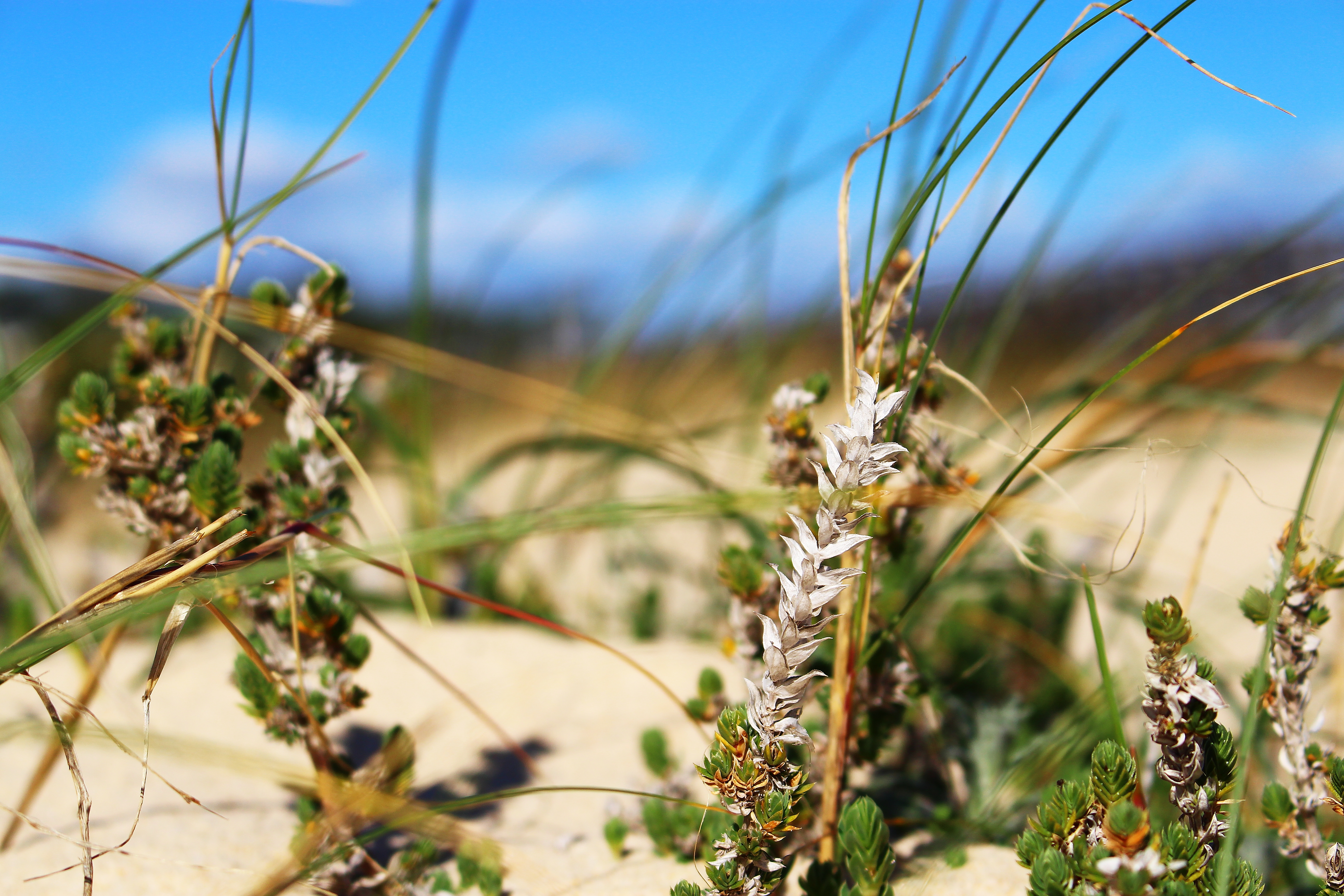
Praia da Manta Rota no Parque Natural da Ria Formosa no Algarve
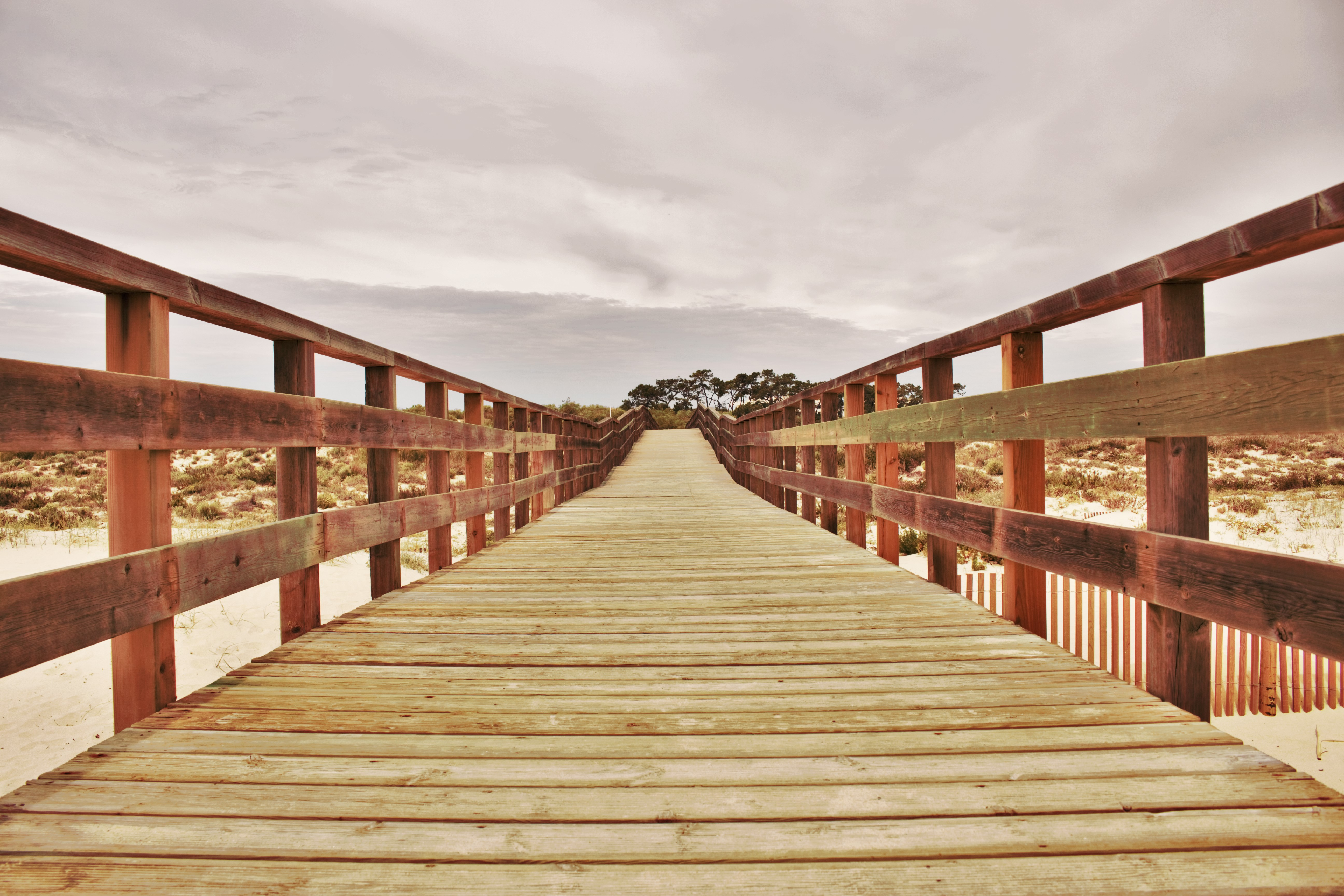
Acesso à Praia da Manta Rota
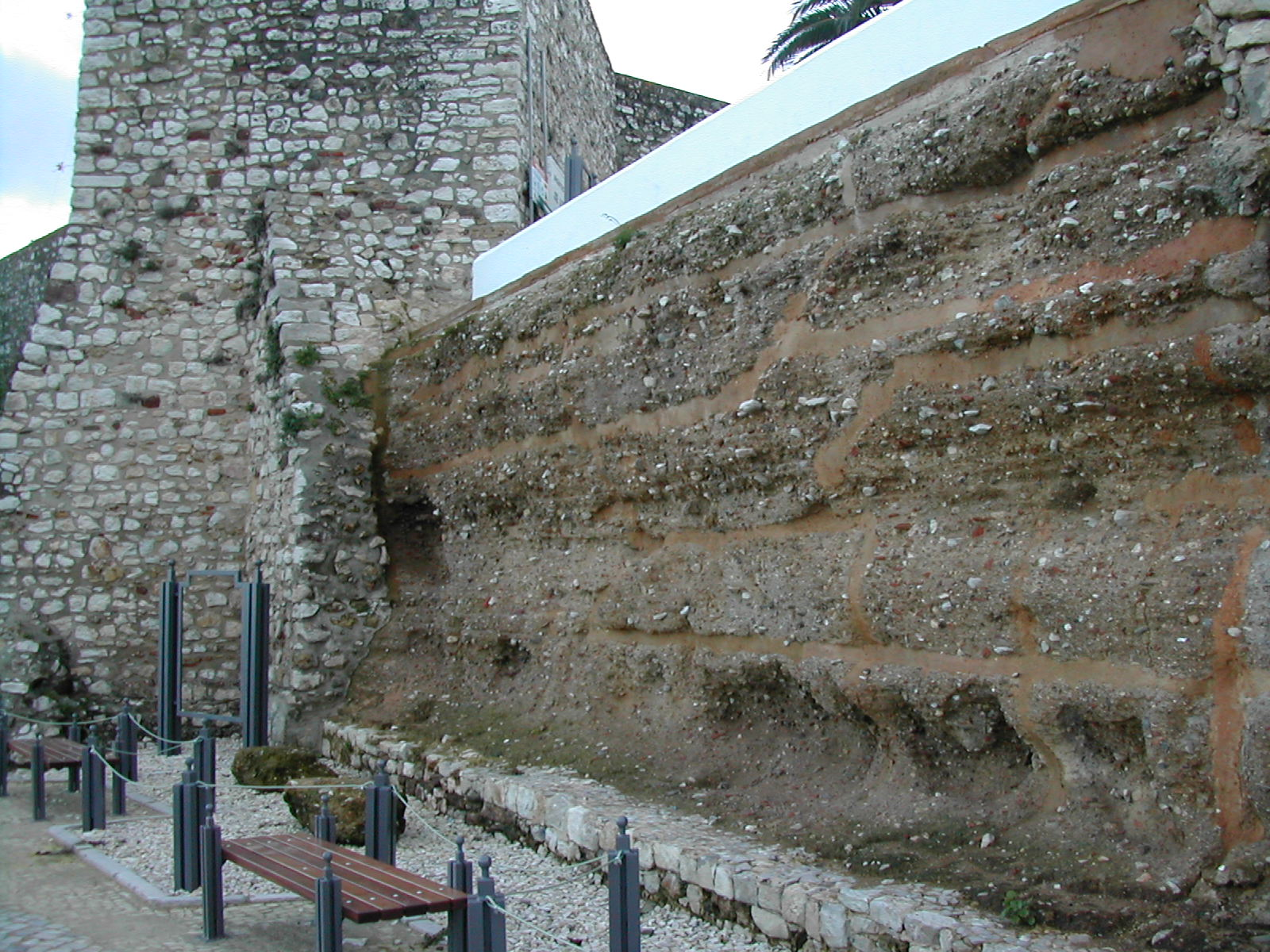
Troço da cerca moura em adobe, Cacela Velha, Algarve
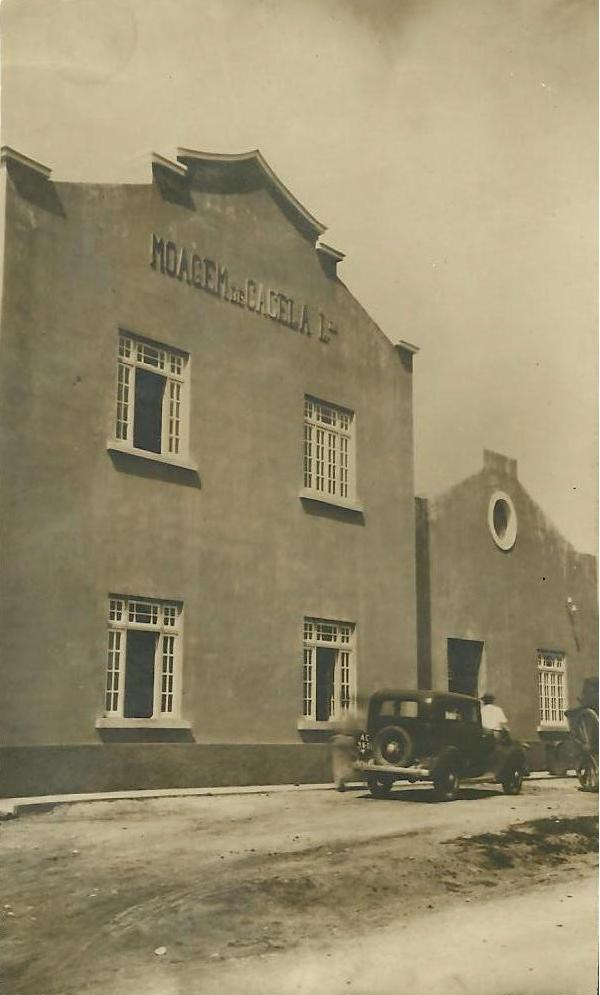
Antiga moagem de Cacela, em meados do século XX. O edifício já não existe.
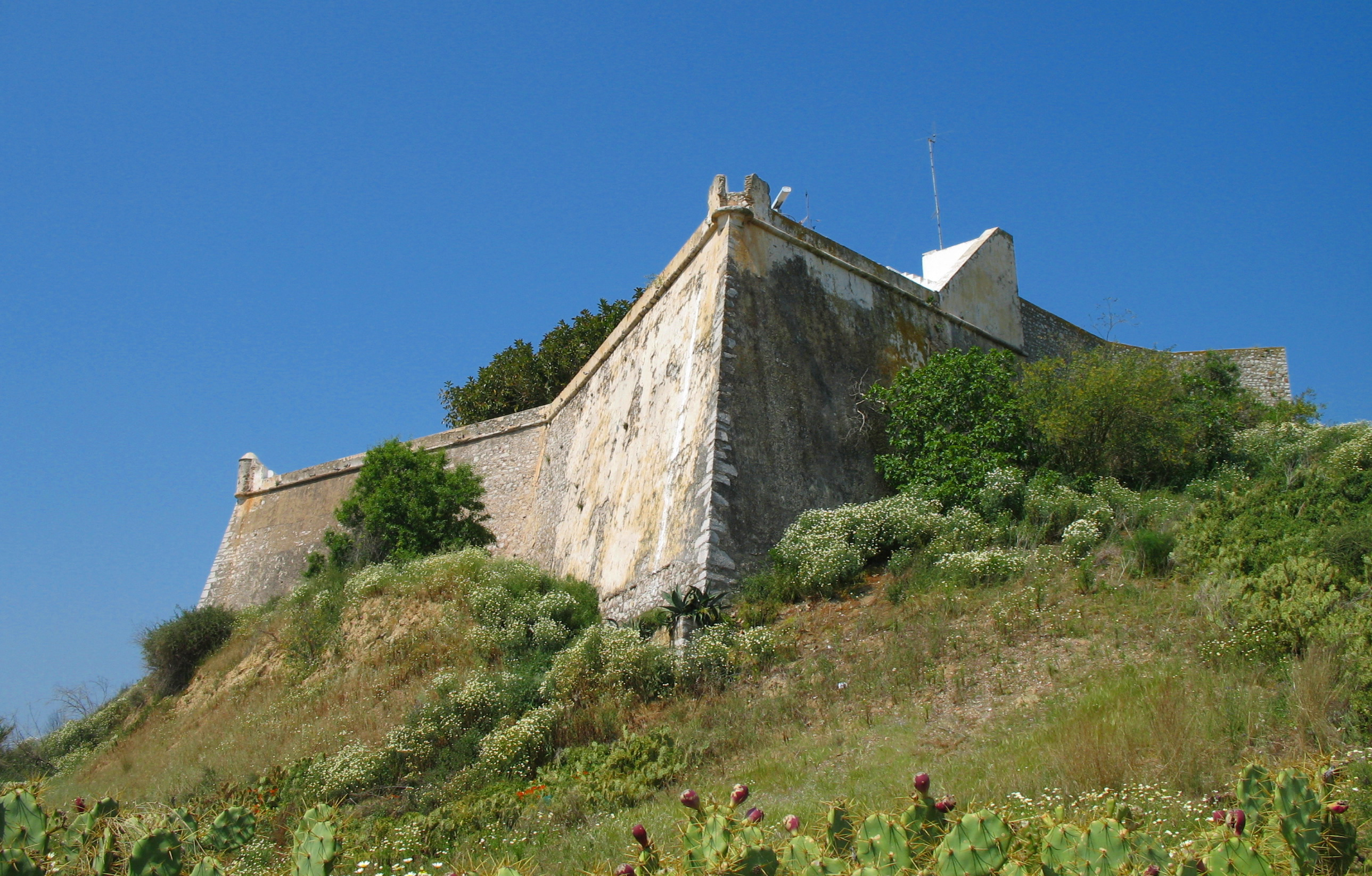
Cacela Velha